# حمدان الكمالي
حمدان إسماعيل محمد الكمالي (من مواليد 2 مايو 1989) هو لاعب كرة قدم إماراتي، يلعب كمدافع لفريق النصر ومنتخب الإمارات العربية المتحدة. كان جزءاً من منتخب الإمارات العربية المتحدة لكرة القدم في دورة الألعاب الأولمبية الصيفية 2012. وهو شقيق اللاعب حامد الكمالي.

## أهدافه بالدوري

### الدرجة الأولى 2007/2008
سجل هدف بمرمى نادي الوصل بالدقيقة 58 وانتهت المباراة بالتعادل 4:4

## مفاوضات نادي بورتسموث الإنجليزي وليون الفرنسي
في 24 يونيو 2009 تناقلت بعض الأخبار بانتقال حمدان الكمالي لدوري الإنجليزي وذلك بعد ما صرح سليمان الفهيم عن حاجة نادي بورتسموث إلى خدمات اللاعبين الدوليين خليل والكمالي وقال «أنني معجب بأدائهما جداً سواء مع المنتخب الإماراتي أو أنديتهم».
كما تلقى عرض من نادي ليون الفرنسي ويتمنى الاحتراف في الدوري الفرنسي ليكون بوابته للاحتراف الأوروبي، أنتهت المفاوضات بإعارة قابلة للتجديد.

## وصلات خارجية
- حمدان الكمالي على موقع الاتحاد الدولي (مؤرشف)  (الإنجليزية)
- حمدان الكمالي على موقع إي إس بي إن إف سي (الإنجليزية)
- حمدان الكمالي على موقع قاعدة بيانات كرة القدم.إي يو (الإنجليزية)
- حمدان الكمالي على موقع ناشيونال فوتبول تيمز (الإنجليزية)
- حمدان الكمالي على موقع Soccerway.com (الإنجليزية)
- حمدان الكمالي على موقع عالم كرة القدم.نت (الإنجليزية)
- حمدان الكمالي على موقع كووورة
- حمدان الكمالي على موقع أوليمبيديا (الإنجليزية)

- موقع نادى الوحدة الاماراتى
- منتدى عنابي
- منتديات جماهير نادي الوحدة